# .cv
.cv (Cabo Verde) é o código TLD (ccTLD) na Internet para Cabo Verde.